# SN 1974G
SN 1974G – supernowa typu Ia odkryta 1 maja 1974 roku w galaktyce NGC 4414. Jej maksymalna jasność wynosiła 12,48m.